# Lista de ministros das Finanças de Portugal

Bandeira de ministro de Portugal.

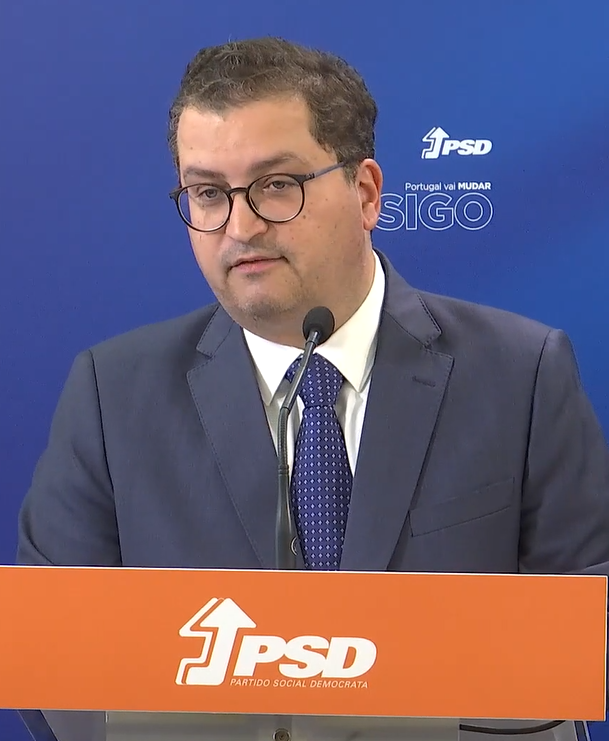
Joaquim Miranda Sarmento, atual ministro de Estado e das Finanças.

Esta é uma lista de ministros das Finanças de Portugal, bem como dos seus antecessores, os ministros da Fazenda, entre o início do Governo de D. Miguel I, a 26 de fevereiro de 1828, e a atualidade. A lista cobre o Miguelismo (1828–1834), a Monarquia Constitucional (1830–1910), a Primeira República (1910–1926), o período ditatorial da Ditadura Militar, Ditadura Nacional e Estado Novo (1926–1974) e o atual período democrático (1974–atualidade).

## Designação
Entre 1828 e o presente, o atual cargo de ministro das Finanças teve as seguintes designações:
- Ministro e secretário de Estado dos Negócios da Fazenda ou, mais tarde, ministro dos Negócios da Fazenda ou apenas ministro da Fazenda — designação usada entre 26 de fevereiro de 1828 e 5 de outubro de 1910;
- Ministro da Fazenda — designação usada entre 5 e 12 de outubro de 1910;
- Ministro das Finanças — designação usada entre 12 de outubro de 1910 e 15 de maio de 1918;
- Secretário de Estado das Finanças — designação usada entre 15 de maio de 1918 e 16 de dezembro de 1918;
- Ministro das Finanças — designação novamente usada entre 16 de dezembro de 1918 e 15 de março de 1974;
- Ministro das Finanças e da Coordenação Económica — designação usada entre 15 de março e 25 de abril de 1974;
- Ministro da Coordenação Económica — designação usada entre 16 de maio e 17 de julho de 1974;
- Ministro das Finanças — designação novamente usada entre 17 de julho de 1974 e 30 de janeiro de 1978;
- Ministro das Finanças e do Plano — designação usada entre 30 de janeiro de 1978 e 1 de agosto de 1979;
- Ministro das Finanças — designação novamente usada entre 1 de agosto de 1979 e 3 de janeiro de 1980:
- Ministro das Finanças e do Plano — designação novamente usada entre 3 de janeiro de 1980 e 4 de setembro de 1981;
- Ministro de Estado e das Finanças e do Plano — designação usada entre 4 de setembro de 1981 e 9 de junho de 1983;
- Ministro das Finanças e do Plano — designação novamente usada entre 9 de junho de 1983 e 6 de novembro de 1985;
- Ministro das Finanças — designação novamente usada entre 6 de novembro de 1985 e 6 de abril de 2002;
- Ministro de Estado e das Finanças — designação usada entre 6 de abril de 2002 e 17 de julho de 2004;
- Ministro das Finanças e da Administração Pública — designação usada entre 17 de julho de 2004 e 12 de março de 2005;
- Ministro de Estado e das Finanças — designação novamente usada entre 12 de março de 2005 e 26 de novembro de 2015;
- Ministro das Finanças — designação novamente usada entre 26 de novembro de 2015 e desde 26 de outubro de 2019;
- Ministro de Estado e das Finanças — designação usada entre 26 de outubro de 2019 e 30 de março de 2022;
- Ministro das Finanças — designação usada entre 30 de março de 2022 e 2 de abril de 2024;
- Ministro de Estado e das Finanças — designação usada desde 2 de abril de 2024.

## Numeração
Para efeitos de contagem, regra geral, não contam os ministros interinos em substituição de um ministro vivo e em funções. Já nos casos em que o cargo é ocupado interinamente, mas não havendo um ministro efetivamente em funções, o ministro interino conta para a numeração. Os casos em que o ministro não chega a tomar posse não são contabilizados. Os períodos em que o cargo foi ocupado por órgãos coletivos também não contam na numeração desta lista.
São contabilizados os períodos em que o ministro esteve no cargo ininterruptamente, não contando se este serve mais do que um mandato, e não contando ministros provisórios durante os respetivos mandatos. Ministros que sirvam em períodos distintos são, obviamente, distinguidos numericamente. No caso de António Maria da Silva, cujo mandato é interrompido pelo do não empossado Francisco Fernandes Costa, sendo reconduzido no cargo no próprio dia, conta apenas como uma passagem pelo ministério.
A contagem dos ministros do Miguelismo é feita separadamente devido à coexistência com os ministros da Regência na Ilha Terceira.

## Lista
Legenda de cores

(para partidos e correntes políticas)
| Governo de D. Miguel (1828–1834)         | |                         |                                                       |                                                       |         |                                                                                       |
| #                                        | Ministro e secretário de Estado dos Negócios da Fazenda (Nascimento–Morte) | Retrato                 | Início do mandato                                     | Fim do mandato                                        | Governo | Governo                                                                               |
| 1                                        | D. Diogo José Ferreira de Eça de Meneses, Conde da Lousã (1772–1862) |                         | 26 de fevereiro de 1828                               | 1 de julho de 1831                                    |         | I Cadaval                                                                             |
| 1                                        | D. Diogo José Ferreira de Eça de Meneses, Conde da Lousã (1772–1862) | II                      | 26 de fevereiro de 1828                               | 1 de julho de 1831                                    |         |                                                                                       |
| 2                                        | Louis Auguste Victor de Ghaisne, Conde de Bourmont (interino) (1773–1846) |                         | 15 de agosto de 1833                                  | 18 de agosto de 1833                                  |         |                                                                                       |
| 3                                        | Cândido Rodrigo Alves de Figueiredo e Lima (interino) (1782–1851) |                         | 18 de agosto de 1833                                  | Março de 1834                                         |         | II                                                                                    |
| 3                                        | Cândido Rodrigo Alves de Figueiredo e Lima (interino) (1782–1851) | III                     | 18 de agosto de 1833                                  | Março de 1834                                         |         |                                                                                       |
| 4                                        | António José Guião (interino) (n/d–1836) |                         | Março de 1834                                         | 26 de maio de 1834                                    |         |                                                                                       |
| Regência de D. Pedro (1830–1834)         | |                         |                                                       |                                                       |         |                                                                                       |
| #                                        | Ministro e secretário de Estado dos Negócios da Fazenda (Nascimento–Morte) | Retrato                 | Início do mandato                                     | Fim do mandato                                        | Governo | Governo                                                                               |
| 1                                        | Luís da Silva Mouzinho de Albuquerque (1792–1846) |                         | 15 de março de 1830                                   | 14 de janeiro de 1831                                 |         | Gov. Reg.                                                                             |
| –                                        | António César de Vasconcelos Correia (interino) (1797–1865) |                         | 14 de janeiro de 1831                                 | 2 de julho de 1831                                    |         | Gov. Reg.                                                                             |
| 2                                        | José António Ferreira Brak-Lamy (1780–1847) |                         | 2 de julho de 1831                                    | 10 de outubro de 1831                                 |         | Gov. Reg.                                                                             |
| 3                                        | José Dionísio da Serra (1772–1836) |                         | 10 de outubro de 1831                                 | 3 de março de 1832                                    |         | Gov. Reg.                                                                             |
| 4                                        | José Xavier Mouzinho da Silveira (1780–1849) |                         | 3 de março de 1832                                    | 3 de dezembro de 1832                                 |         | Gov. Reg.                                                                             |
| 5                                        | José da Silva Carvalho (interino até 12 de janeiro de 1833) (1782–1856) |                         | 3 de dezembro de 1832                                 | 24 de setembro de 1834                                |         | Gov. Reg.                                                                             |
| Monarquia Constitucional (1830–1834)     | |                         |                                                       |                                                       |         |                                                                                       |
| #                                        | Ministro e secretário de Estado dos Negócios da Fazenda (Nascimento–Morte) | Retrato                 | Início do mandato                                     | Fim do mandato                                        | Governo | Governo                                                                               |
| –                                        | José da Silva Carvalho (continuação) (1782–1856) |                         | 24 de setembro de 1834                                | 27 de maio de 1835                                    |         | I Palmela (até 28 abr. 1835) Linhares (desde 4 mai. 1835)                             |
| 6                                        | Francisco António de Campos Henriques (1780–1873) |                         | 27 de maio de 1835                                    | 15 de julho de 1835                                   |         | II Saldanha                                                                           |
| 7                                        | José da Silva Carvalho (2.ª vez) (1782–1856) |                         | 15 de julho de 1835                                   | 18 de novembro de 1835                                |         | III Saldanha                                                                          |
| 8                                        | Francisco António de Campos Henriques (2.ª vez) (1780–1873) |                         | 18 de novembro de 1835                                | 6 de abril de 1836                                    |         | IV Loureiro                                                                           |
| 9                                        | José Jorge Loureiro (interino) (1791–1860) |                         | 6 de abril de 1836                                    | 20 de abril de 1836                                   |         | IV Loureiro                                                                           |
| 10                                       | José da Silva Carvalho (3.ª vez) (1782–1856) |                         | 20 de abril de 1836                                   | 10 de setembro de 1836                                |         | V Terceira                                                                            |
| 11                                       | Bernardo de Sá Nogueira de Figueiredo, Visconde de Sá da Bandeira (1795–1876) |                         | 10 de setembro de 1836                                | 4 de novembro de 1836                                 |         | VI Lumiares                                                                           |
| –                                        | Joaquim da Costa Bandeira, Visconde de Porto Covo da Bandeira (não empossado) (1796–1856) |                         | 4 de novembro de 1836                                 | 6 de novembro de 1836                                 |         | G. M. Valença (não empossado)                                                         |
| 12                                       | Manuel da Silva Passos "Manuel" (interino) (1801–1862) |                         | 6 de novembro de 1836                                 | 1 de junho de 1837                                    |         | VII Sá da Bandeira                                                                    |
| 13                                       | João Gualberto de Oliveira (1788–1852) |                         | 1 de junho de 1837                                    | 17 de abril de 1838                                   |         | VIII Dias de Oliveira                                                                 |
| 13                                       | João Gualberto de Oliveira (1788–1852) | IX Sá da Bandeira       | 1 de junho de 1837                                    | 17 de abril de 1838                                   |         |                                                                                       |
| 14                                       | Manuel António de Carvalho (interino) (1785–1858) |                         | 17 de abril de 1838                                   | 26 de novembro de 1839                                |         | IX Sá da Bandeira                                                                     |
| 14                                       | Manuel António de Carvalho (interino) (1785–1858) | X Sabrosa               | 17 de abril de 1838                                   | 26 de novembro de 1839                                |         |                                                                                       |
| 15                                       | Flórido Rodrigues Pereira Ferraz (1790–1862) |                         | 26 de novembro de 1839                                | 28 de janeiro de 1841                                 |         | XI Bonfim                                                                             |
| 16                                       | Manuel Gonçalves de Miranda (1780–1841) |                         | 28 de janeiro de 1841                                 | 12 de março de 1841                                   |         | XI Bonfim                                                                             |
| 17                                       | João Gualberto de Oliveira, Barão do Tojal (2.ª vez) (1788–1852) |                         | 12 de março de 1841                                   | 9 de junho de 1841                                    |         | XI Bonfim                                                                             |
| 18                                       | António José de Ávila (interino a partir de 7 de fevereiro de 1842) (1807–1881) |                         | 9 de junho de 1841                                    | 8 de fevereiro de 1842                                |         | XII Aguiar                                                                            |
| 18                                       | António José de Ávila (interino a partir de 7 de fevereiro de 1842) (1807–1881) | XIII Palmela            | 9 de junho de 1841                                    | 8 de fevereiro de 1842                                |         |                                                                                       |
| –                                        | Junta Provisória de Governo composta por: António Bernardo da Costa Cabral António Vicente de Queirós, Barão da Ponte de Santa Maria Marcelino Máximo de Azevedo e Melo António Pereira dos Reis                                                |                         | 8 de fevereiro de 1842                                | 9 de fevereiro de 1842                                |         | ——                                                                                    |
| 19                                       | José Jorge Loureiro (2.ª vez; interino) (1791–1860) |                         | 9 de fevereiro de 1842                                | 24 de fevereiro de 1842                               |         | XIV Terceira                                                                          |
| 20                                       | João Gualberto de Oliveira, Barão do Tojal (3.ª vez) (1788–1852) |                         | 24 de fevereiro de 1842                               | 20 de maio de 1846                                    |         | XIV Terceira                                                                          |
| 21                                       | D. Pedro de Sousa Holstein, Duque de Palmela (interino até 26 de maio) (1781–1850) |                         | 20 de maio de 1846                                    | 19 de julho de 1846                                   |         | XV Palmela                                                                            |
| 22                                       | Júlio Gomes da Silva Sanches (1803–1866) |                         | 19 de julho de 1846                                   | 6 de outubro de 1846                                  |         | XV Palmela                                                                            |
| 23                                       | Marcelino Máximo de Azevedo e Melo, Visconde de Oliveira do Douro (interino) (1794–1853) |                         | 6 de outubro de 1846                                  | 13 de outubro de 1846                                 |         | XVI Saldanha                                                                          |
| 24                                       | José António de Sousa Azevedo, Visconde de Algés (interino) (1796–1865) |                         | 13 de outubro de 1846                                 | 20 de fevereiro de 1847                               |         | XVI Saldanha                                                                          |
| 25                                       | João Gualberto de Oliveira, Conde do Tojal (4.ª vez) (1788–1852) |                         | 20 de fevereiro de 1847                               | 22 de agosto de 1847                                  |         | XVI Saldanha                                                                          |
| 26                                       | Marino Miguel Franzini (1779–1861) |                         | 22 de agosto de 1847                                  | 18 de dezembro de 1847                                |         | XVI Saldanha                                                                          |
| 27                                       | Joaquim José Falcão (1796–1863) |                         | 18 de dezembro de 1847                                | 29 de janeiro de 1849                                 |         | XVII Saldanha                                                                         |
| 28                                       | António Roberto de Oliveira Lopes Branco (1808–1889) |                         | 29 de janeiro de 1849                                 | 18 de junho de 1849                                   |         | XVII Saldanha                                                                         |
| 29                                       | António José de Ávila (2.ª vez) (1807–1881) |                         | 18 de junho de 1849                                   | 1 de maio de 1851                                     |         | XVIII Tomar                                                                           |
| 29                                       | António José de Ávila (2.ª vez) (1807–1881) | XIX Terceira            | 18 de junho de 1849                                   | 1 de maio de 1851                                     |         |                                                                                       |
| 30                                       | Marino Miguel Franzini (2.ª vez; interino até 22 de maio) (1779–1861) |                         | 1 de maio de 1851                                     | 5 de agosto de 1851                                   |         | XX Saldanha                                                                           |
| 30                                       | Marino Miguel Franzini (2.ª vez; interino até 22 de maio) (1779–1861) | XXI Saldanha            | 1 de maio de 1851                                     | 5 de agosto de 1851                                   |         |                                                                                       |
| 31                                       | Francisco António Fernandes da Silva Ferrão (1798–1874) |                         | 5 de agosto de 1851                                   | 21 de agosto de 1851                                  |         |                                                                                       |
| 32                                       | António Maria de Fontes Pereira de Melo (interino até 4 de março de 1852) (1819–1887) |                         | 21 de agosto de 1851                                  | 8 de novembro de 1855                                 |         |                                                                                       |
| –                                        | Frederico Guilherme da Silva Pereira (interino) (1806–1871) |                         | 8 de novembro de 1855                                 | 3 de janeiro de 1856                                  |         |                                                                                       |
| –                                        | António Maria de Fontes Pereira de Melo (continuação) (1819–1887) |                         | 3 de janeiro de 1856                                  | 6 de junho de 1856                                    |         |                                                                                       |
| 33                                       | José Jorge Loureiro (3.ª vez; interino) (1791–1860) |                         | 6 de junho de 1856                                    | 23 de janeiro de 1857                                 |         | XXII Loulé                                                                            |
| 34                                       | Júlio Gomes da Silva Sanches (2.ª vez; interino) (1803–1866) |                         | 23 de janeiro de 1857                                 | 14 de março de 1857                                   |         | XXII Loulé                                                                            |
| 35                                       | António José de Ávila (3.ª vez) (1807–1881) |                         | 14 de março de 1857                                   | 16 de março de 1859                                   |         | XXII Loulé                                                                            |
| 36                                       | José Maria Caldeira do Casal Ribeiro (1825–1896) |                         | 16 de março de 1859                                   | 4 de julho de 1860                                    |         | XXIII Terceira                                                                        |
| 36                                       | José Maria Caldeira do Casal Ribeiro (1825–1896) | XXIV Aguiar             | 16 de março de 1859                                   | 4 de julho de 1860                                    |         |                                                                                       |
| 37                                       | António José de Ávila (4.ª vez) (1807–1881) |                         | 4 de julho de 1860                                    | 21 de fevereiro de 1862                               |         | XXV Loulé                                                                             |
| 38                                       | Joaquim Tomás Lobo de Ávila (1822–1901) |                         | 21 de fevereiro de 1862                               | 5 de março de 1865                                    |         | XXV Loulé                                                                             |
| 39                                       | Matias de Carvalho e Vasconcelos (1832–1910) |                         | 5 de março de 1865                                    | 17 de abril de 1865                                   |         | XXV Loulé                                                                             |
| 40                                       | António José de Ávila, Conde de Ávila (5.ª vez) (1807–1881) |                         | 17 de abril de 1865                                   | 4 de setembro de 1865                                 |         | XXVI Sá da Bandeira                                                                   |
| 41                                       | António Maria de Fontes Pereira de Melo (2.ª vez) (1819–1887) |                         | 4 de setembro de 1865                                 | 4 de janeiro de 1868                                  |         | XXVII Aguiar                                                                          |
| 42                                       | José Dias Ferreira (1837–1907) |                         | 4 de janeiro de 1868                                  | 22 de julho de 1868                                   |         | XXVIII Ávila                                                                          |
| 43                                       | Carlos Bento da Silva (1812–1891) |                         | 22 de julho de 1868                                   | 18 de novembro de 1868                                |         | XXIX Sá da Bandeira                                                                   |
| –                                        | Sebastião Lopes de Calheiros e Meneses (interino) (1816–1899) |                         | 18 de novembro de 1868                                | 9 de dezembro de 1868                                 |         | XXIX Sá da Bandeira                                                                   |
| –                                        | Carlos Bento da Silva (continuação) (1812–1891) |                         | 9 de dezembro de 1868                                 | 17 de dezembro de 1868                                |         | XXIX Sá da Bandeira                                                                   |
| 44                                       | Sebastião Lopes de Calheiros e Meneses (interino) (1816–1899) |                         | 17 de dezembro de 1868                                | 27 de dezembro de 1868                                |         | XXIX Sá da Bandeira                                                                   |
| 45                                       | Francisco de Azeredo Teixeira de Aguilar, Conde de Samodães (1828–1918) |                         | 27 de dezembro de 1868                                | 2 de agosto de 1869                                   |         | XXIX Sá da Bandeira                                                                   |
| 46                                       | Augusto Saraiva de Carvalho (1839–1882) |                         | 2 de agosto de 1869                                   | 11 de agosto de 1869                                  |         | XXIX Sá da Bandeira                                                                   |
| 47                                       | Anselmo José Braamcamp de Almeida Castelo Branco (1817–1885) |                         | 11 de agosto de 1869                                  | 20 de maio de 1870                                    |         | XXX Saldanha                                                                          |
| 48                                       | D. João Carlos Gregório Domingos Vicente Francisco de Saldanha Oliveira e Daun, Duque de Saldanha (interino) (1790–1876) |                         | 20 de maio de 1870                                    | 26 de maio de 1870                                    |         | XXXI Saldanha                                                                         |
| 49                                       | José Dias Ferreira (2.ª vez) (1837–1907) |                         | 26 de maio de 1870                                    | 4 de julho de 1870                                    |         | XXXI Saldanha                                                                         |
| 50                                       | António Joaquim Vieira de Magalhães, Conde de Magalhães (1822–1903) |                         | 4 de julho de 1870                                    | 29 de agosto de 1870                                  |         | XXXI Saldanha                                                                         |
| 51                                       | António José de Ávila, Marquês de Ávila e Bolama (6.ª vez) (1807–1881) |                         | 29 de agosto de 1870                                  | 12 de setembro de 1870                                |         | XXXII Sá da Bandeira                                                                  |
| 52                                       | Carlos Bento da Silva (2.ª vez; interino até 29 de outubro de 1870) (1812–1891) |                         | 12 de setembro de 1870                                | 13 de setembro de 1871                                |         | XXXII Sá da Bandeira                                                                  |
| 52                                       | Carlos Bento da Silva (2.ª vez; interino até 29 de outubro de 1870) (1812–1891) | XXXIII Ávila            | 12 de setembro de 1870                                | 13 de setembro de 1871                                |         |                                                                                       |
| 53                                       | António Maria de Fontes Pereira de Melo (3.ª vez) (1819–1887) |                         | 13 de setembro de 1871                                | 15 de janeiro de 1872                                 |         | XXXIV Fontes Pereira de Melo                                                          |
| –                                        | António Cardoso Avelino (interino) (1822–1889) |                         | 15 de janeiro de 1872                                 | 28 de janeiro de 1872                                 |         | XXXIV Fontes Pereira de Melo                                                          |
| –                                        | António Maria de Fontes Pereira de Melo (3.ª vez continuação) (1819–1887) |                         | 28 de janeiro de 1872                                 | 11 de outubro de 1872                                 |         | XXXIV Fontes Pereira de Melo                                                          |
| 54                                       | António de Serpa Pimentel (1825–1900) |                         | 11 de outubro de 1872                                 | 5 de março de 1877                                    |         | XXXIV Fontes Pereira de Melo                                                          |
| 55                                       | Carlos Bento da Silva (3.ª vez) (1812–1891) |                         | 5 de março de 1877                                    | 10 de setembro de 1877                                |         | XXXV Ávila                                                                            |
| 56                                       | José Eduardo de Melo Gouveia (interino) (1815–1893) |                         | 10 de setembro de 1877                                | 29 de janeiro de 1878                                 |         | XXXV Ávila                                                                            |
| 57                                       | António de Serpa Pimentel (2.ª vez) (1825–1900) |                         | 29 de janeiro de 1878                                 | 1 de junho de 1879                                    |         | XXXVI Fontes Pereira de Melo                                                          |
| 58                                       | Henrique de Barros Gomes (1843–1898) |                         | 1 de junho de 1879                                    | 25 de março de 1881                                   |         | XXXVII Braamcamp                                                                      |
| 59                                       | Lopo Vaz de Sampaio e Melo (1848–1892) |                         | 25 de março de 1881                                   | 31 de agosto de 1881                                  |         | XXXVIII Rodrigues Sampaio                                                             |
| –                                        | António José de Barros e Sá (interino) (1821–1903) |                         | 1 de setembro de 1881                                 | 3 de outubro de 1881                                  |         | XXXVIII Rodrigues Sampaio                                                             |
| –                                        | Lopo Vaz de Sampaio e Melo (continuação) (1848–1892) |                         | 3 de outubro de 1881                                  | 14 de novembro de 1881                                |         | XXXVIII Rodrigues Sampaio                                                             |
| 60                                       | António Maria de Fontes Pereira de Melo (4.ª vez) (1819–1887) |                         | 14 de novembro de 1881                                | 21 de maio de 1883                                    |         | XXXIX Fontes Pereira de Melo                                                          |
| –                                        | Júlio Marques de Vilhena (interino) (1845–1928) |                         | 21 de maio de 1883                                    | 31 de maio de 1883                                    |         | XXXIX Fontes Pereira de Melo                                                          |
| –                                        | António Maria de Fontes Pereira de Melo (4.ª vez continuação) (1819–1887) |                         | 31 de maio de 1883                                    | 24 de outubro de 1883                                 |         | XXXIX Fontes Pereira de Melo                                                          |
| 61                                       | Ernesto Rodolfo Hintze Ribeiro (1849–1907) |                         | 24 de outubro de 1883                                 | 20 de fevereiro de 1886                               |         | XL Fontes Pereira de Melo                                                             |
| 62                                       | Mariano Cirilo de Carvalho (1836–1905) |                         | 20 de fevereiro de 1886                               | 23 de fevereiro de 1889                               |         | XLI J. L. Castro                                                                      |
| 63                                       | Henrique de Barros Gomes (2.ª vez; interino) (1843–1898) |                         | 23 de fevereiro de 1889                               | 9 de novembro de 1889                                 |         | XLI J. L. Castro                                                                      |
| 64                                       | Augusto José da Cunha (1834–1919) |                         | 9 de novembro de 1889                                 | 14 de janeiro de 1890                                 |         | XLI J. L. Castro                                                                      |
| 65                                       | João Ferreira Franco Pinto Castelo Branco (1855–1929) |                         | 14 de janeiro de 1890                                 | 13 de outubro de 1890                                 |         | XLII Serpa                                                                            |
| 66                                       | José Eduardo de Melo Gouveia (2.ª vez) (1815–1893) |                         | 13 de outubro de 1890                                 | 24 de novembro de 1890                                |         | XLIII Crisóstomo                                                                      |
| 67                                       | Augusto José da Cunha (2.ª vez) (1834–1919) |                         | 24 de novembro de 1890                                | 21 de maio de 1891                                    |         | XLIII Crisóstomo                                                                      |
| 68                                       | Mariano Cirilo de Carvalho (2.ª vez) (1836–1905) |                         | 21 de maio de 1891                                    | 23 de maio de 1891                                    |         | XLIV Crisóstomo                                                                       |
| –                                        | Alberto António de Morais Carvalho, filho (interino) (1853–1932) |                         | 23 de maio de 1891                                    | 9 de junho de 1891                                    |         | XLIV Crisóstomo                                                                       |
| –                                        | Mariano Cirilo de Carvalho (2.ª vez continuação) (1836–1905) |                         | 9 de junho de 1891                                    | 17 de janeiro de 1892                                 |         | XLIV Crisóstomo                                                                       |
| 69                                       | Joaquim Pedro de Oliveira Martins (1845–1894) |                         | 17 de janeiro de 1892                                 | 27 de maio de 1892                                    |         | XLV Dias Ferreira                                                                     |
| 70                                       | José Dias Ferreira (3.ª vez) (1837–1907) |                         | 27 de maio de 1892                                    | 9 de novembro de 1892                                 |         | XLVI Dias Ferreira                                                                    |
| –                                        | Pedro Vítor da Costa Sequeira (interino) (1846–1905) |                         | 9 de novembro de 1892                                 | 18 de novembro de 1892                                |         | XLVI Dias Ferreira                                                                    |
| –                                        | José Dias Ferreira (3.ª vez continuação) (1837–1907) |                         | 18 de novembro de 1892                                | 22 de fevereiro de 1893                               |         | XLVI Dias Ferreira                                                                    |
| 71                                       | Augusto Maria Fuschini (1843–1911) |                         | 22 de fevereiro de 1893                               | 20 de dezembro de 1893                                |         | XLVII Hintze Ribeiro                                                                  |
| 72                                       | Ernesto Rodolfo Hintze Ribeiro (2.ª vez) (1849–1907) |                         | 20 de dezembro de 1893                                | 7 de fevereiro de 1897                                |         | XLVII Hintze Ribeiro                                                                  |
| 73                                       | Frederico Ressano Garcia (1847–1911) |                         | 7 de fevereiro de 1897                                | 18 de agosto de 1898                                  |         | XLVIII J. L. Castro                                                                   |
| –                                        | António Eduardo Vilaça (interino) (1852–1914) |                         | 18 de agosto de 1898                                  | 4 de setembro de 1898                                 |         | XLIX J. L. Castro                                                                     |
| 74                                       | Manuel Afonso de Espregueira (1835–1917) |                         | 4 de setembro de 1898                                 | 25 de junho de 1900                                   |         | XLIX J. L. Castro                                                                     |
| 75                                       | Anselmo José Franco de Assis de Andrade (1844–1928) |                         | 25 de junho de 1900                                   | 30 de novembro de 1900                                |         | L Hintze Ribeiro                                                                      |
| 76                                       | Fernando Matoso dos Santos (1849–1921) |                         | 30 de novembro de 1900                                | 28 de fevereiro de 1903                               |         | L Hintze Ribeiro                                                                      |
| 77                                       | António Teixeira de Sousa (1857–1917) |                         | 28 de fevereiro de 1903                               | 26 de março de 1904                                   |         | LI Hintze Ribeiro                                                                     |
| 78                                       | Rodrigo Afonso Pequito (1849–1931) |                         | 26 de março de 1904                                   | 20 de outubro de 1904                                 |         | LI Hintze Ribeiro                                                                     |
| 79                                       | Manuel Afonso de Espregueira (2.ª vez) (1835–1917) |                         | 20 de outubro de 1904                                 | 27 de dezembro de 1905                                |         | LII J. L. Castro                                                                      |
| 80                                       | José Capelo Franco Frazão, Conde de Penha Garcia (1872–1940) |                         | 27 de dezembro de 1905                                | 20 de março de 1906                                   |         | LIII J. L. Castro                                                                     |
| 81                                       | António Teixeira de Sousa (2.ª vez) (1857–1917) |                         | 20 de março de 1906                                   | 19 de maio de 1906                                    |         | LIV Hintze Ribeiro                                                                    |
| 82                                       | Ernesto Driesel Schröeter (1850–1942) |                         | 19 de maio de 1906                                    | 2 de maio de 1907                                     |         | LV Franco                                                                             |
| 83                                       | Fernando Augusto de Miranda Martins de Carvalho (1872–1947) |                         | 2 de maio de 1907                                     | 4 de fevereiro de 1908                                |         | LV Franco                                                                             |
| 84                                       | Manuel Afonso de Espregueira (3.ª vez) (1835–1917) |                         | 4 de fevereiro de 1908                                | 11 de abril de 1909                                   |         | LVI Ferreira do Amaral                                                                |
| 84                                       | Manuel Afonso de Espregueira (3.ª vez) (1835–1917) | LVII Campos Henriques   | 4 de fevereiro de 1908                                | 11 de abril de 1909                                   |         |                                                                                       |
| 85                                       | João Soares Branco (1863–1927) |                         | 11 de abril de 1909                                   | 14 de de maio de 1909                                 |         | LVIII Teles                                                                           |
| 86                                       | Francisco de Paula de Azeredo Teixeira de Aguilar (1859–1940) |                         | 14 de maio de 1909                                    | 22 de dezembro de 1909                                |         | LIX Lima                                                                              |
| 87                                       | João Soares Branco (2.ª vez) (1863–1927) |                         | 22 de dezembro de 1909                                | 26 de junho de 1910                                   |         | LX Veiga Beirão                                                                       |
| 88                                       | Anselmo José Franco de Assis de Andrade (2.ª vez) (1844–1928) |                         | 26 de junho de 1910                                   | 5 de outubro de 1910                                  |         | LXI Teixeira de Sousa                                                                 |
| Primeira República (1911–1926)           | |                         |                                                       |                                                       |         |                                                                                       |
| #                                        | Ministro da Fazenda (Nascimento–Morte) | Retrato                 | Início do mandato                                     | Fim do mandato                                        | Governo | Governo                                                                               |
| Governo Provisório (1910–1911)           | |                         |                                                       |                                                       |         |                                                                                       |
| –                                        | Basílio Teles (não empossado) (1856–1923) |                         | 5 de outubro de 1910                                  | 12 de outubro de 1910                                 |         | Gov. Prov. (I) Braga                                                                  |
| #                                        | Ministro das Finanças (Nascimento–Morte) | Retrato                 | Início do mandato                                     | Fim do mandato                                        |         | Gov. Prov. (I) Braga                                                                  |
| 89                                       | José Carlos de Azevedo Mascarenhas Relvas (1858–1929) |                         | 12 de outubro de 1910                                 | 3 de setembro de 1911                                 |         | Gov. Prov. (I) Braga                                                                  |
| Governos Constitucionais (1911–1917)     | |                         |                                                       |                                                       |         |                                                                                       |
| 90                                       | Duarte Leite Pereira da Silva (1864–1950) |                         | 4 de setembro de 1911                                 | 12 de novembro de 1911                                |         | II Chagas                                                                             |
| 91                                       | Sidónio Bernardino Cardoso da Silva Pais (1872–1918) |                         | 12 de novembro de 1911                                | 16 de junho de 1912                                   |         | III Vasconcelos                                                                       |
| 92                                       | António Vicente Ferreira (1874–1953) |                         | 16 de junho de 1912                                   | 31 de agosto de 1912                                  |         | IV Leite                                                                              |
| –                                        | Francisco José de Meneses Fernandes Costa (interino) (1857–1925) |                         | 31 de agosto de 1912                                  | 26 de setembro de 1912                                |         | IV Leite                                                                              |
| –                                        | António Vicente Ferreira (continuação) (1874–1953) |                         | 26 de setembro de 1912                                | 9 de janeiro de 1913                                  |         | IV Leite                                                                              |
| 93                                       | Afonso Augusto da Costa (1871–1937) |                         | 9 de janeiro de 1913                                  | 9 de fevereiro de 1914                                |         | V Costa                                                                               |
| 94                                       | Tomás António da Guarda Cabreira (1865–1918) |                         | 9 de fevereiro de 1914                                | 23 de junho de 1914                                   |         | VI Machado                                                                            |
| 95                                       | António dos Santos Lucas (1866–1939) |                         | 23 de junho de 1914                                   | 12 de dezembro de 1914                                |         | VII Machado                                                                           |
| 96                                       | Álvaro Xavier de Castro (1878–1928) |                         | 12 de dezembro de 1914                                | 25 de janeiro de 1915                                 |         | VIII Azevedo Coutinho                                                                 |
| 97                                       | José Joaquim Pereira Pimenta de Castro (interino) (1846–1918) |                         | 25 de janeiro de 1915                                 | 28 de janeiro de 1915                                 |         | IX Pimenta de Castro                                                                  |
| 98                                       | Herculano Jorge Galhardo (1868–1944) |                         | 28 de janeiro de 1915                                 | 6 de março de 1915                                    |         | IX Pimenta de Castro                                                                  |
| 99                                       | José Jerónimo Rodrigues Monteiro (interino entre 6 e 10 de março) (1855–1931) |                         | 6 de março de 1915                                    | 29 de abril de 1915                                   |         | IX Pimenta de Castro                                                                  |
| –                                        | José Maria Teixeira Guimarães (interino) (1845–1915) |                         | 29 de abril de 1915                                   | 14 de maio de 1915                                    |         | IX Pimenta de Castro                                                                  |
| –                                        | Junta Constitucional composta por: José Maria Mendes Ribeiro Norton de Matos António Maria da Silva José de Freitas Ribeiro Alfredo Ernesto de Sá Cardoso Álvaro Xavier de Castro                                                               |                         | 14 de maio de 1915                                    | 15 de maio de 1915                                    |         | ——                                                                                    |
| 100                                      | Tomé José de Barros Queirós (1872–1926) |                         | 15 de maio de 1915                                    | 19 de junho de 1915                                   |         | X Chagas (até 29 mai. 1915) (não empossado) J. Castro (desde 17 mai. 1915) (interino) |
| 100                                      | Tomé José de Barros Queirós (1872–1926) |                         | 15 de maio de 1915                                    | 19 de junho de 1915                                   |         | X Chagas (até 29 mai. 1915) (não empossado) J. Castro (desde 17 mai. 1915) (interino) |
| 101                                      | Vitorino Máximo de Carvalho Guimarães (1876–1957) |                         | 19 de junho de 1915                                   | 29 de novembro de 1915                                |         | XI J. Castro                                                                          |
| 102                                      | Afonso Augusto da Costa (2.ª vez) (1871–1937) |                         | 29 de novembro de 1915                                | 12 de junho de 1916                                   |         | XII Costa                                                                             |
| 102                                      | Afonso Augusto da Costa (2.ª vez) (1871–1937) | XIII Almeida            | 29 de novembro de 1915                                | 12 de junho de 1916                                   |         |                                                                                       |
| –                                        | António José de Almeida (interino) (1866–1929) |                         | 12 de junho de 1916                                   | 8 de agosto de 1916                                   |         |                                                                                       |
| –                                        | Afonso Augusto da Costa (2.ª vez continuação) (1871–1937) |                         | 8 de agosto de 1916                                   | 31 de março de 1917                                   |         |                                                                                       |
| –                                        | António José de Almeida (interino) (1866–1929) |                         | 31 de março de 1917                                   | data indeterminada                                    |         |                                                                                       |
| –                                        | Afonso Augusto da Costa (2.ª vez continuação) (1871–1937) |                         | data indeterminada                                    | 7 de outubro de 1917                                  |         | XIII Almeida                                                                          |
| –                                        | Afonso Augusto da Costa (2.ª vez continuação) (1871–1937) | XIV Costa               | data indeterminada                                    | 7 de outubro de 1917                                  |         |                                                                                       |
| –                                        | Artur Rodrigues de Almeida Ribeiro (interino) (1865–1943) |                         | 7 de outubro de 1917                                  | 25 de outubro de 1917                                 |         |                                                                                       |
| –                                        | Afonso Augusto da Costa (2.ª vez continuação) (1871–1937) |                         | 25 de outubro de 1917                                 | 19 de novembro de 1917                                |         |                                                                                       |
| –                                        | Artur Rodrigues de Almeida Ribeiro (interino) (1865–1943) |                         | 19 de novembro de 1917                                | 8 de dezembro de 1917                                 |         |                                                                                       |
| República Nova (1917–1918)               | |                         |                                                       |                                                       |         |                                                                                       |
| –                                        | Junta Revolucionária composta por: Sidónio Bernardino Cardoso da Silva Pais (Presidente) António Maria de Azevedo Machado Santos (Vogal) José Feliciano da Costa Júnior (Vogal)                                                                 |                         | 8 de dezembro de 1917                                 | 11 de dezembro de 1917                                |         | ——                                                                                    |
| 103                                      | António dos Santos Viegas (1870–1949) |                         | 11 de dezembro de 1917                                | 7 de março de 1918                                    |         | XV Pais                                                                               |
| 104                                      | Francisco Xavier Esteves (1864–1944) |                         | 7 de março de 1918                                    | 15 de maio de 1918                                    |         | XV Pais                                                                               |
| #                                        | Secretário de Estado das Finanças (Nascimento–Morte) | Retrato                 | Início do mandato                                     | Fim do mandato                                        | Governo | Governo                                                                               |
| –                                        | Francisco Xavier Esteves (continuação) (1864–1944) |                         | 15 de maio de 1918                                    | 1 de junho de 1918                                    |         | XVI Pais (até 14 dez. 1918) Canto e Castro (desde 15 dez. 1918)                       |
| 105                                      | Joaquim Mendes da Costa do Amaral (interino) (1889–1961) |                         | 1 de junho de 1918                                    | 8 de outubro de 1918                                  |         | XVI Pais (até 14 dez. 1918) Canto e Castro (desde 15 dez. 1918)                       |
| 106                                      | João Tamagnini de Sousa Barbosa (1883–1948) |                         | 8 de outubro de 1918                                  | 16 de dezembro de 1918                                |         | XVI Pais (até 14 dez. 1918) Canto e Castro (desde 15 dez. 1918)                       |
| #                                        | Ministro das Finanças (Nascimento–Morte) | Retrato                 | Início do mandato                                     | Fim do mandato                                        |         | XVI Pais (até 14 dez. 1918) Canto e Castro (desde 15 dez. 1918)                       |
| –                                        | João Tamagnini de Sousa Barbosa (continuação) (1883–1948) |                         | 16 de dezembro de 1918                                | 23 de dezembro de 1918                                |         | XVI Pais (até 14 dez. 1918) Canto e Castro (desde 15 dez. 1918)                       |
| Governos Constitucionais (1918–1926)     | |                         |                                                       |                                                       |         |                                                                                       |
| 107                                      | Ventura Malheiro Reimão (1886–1965) |                         | 23 de dezembro de 1918                                | 27 de janeiro de 1919                                 |         | XVII Tamagnini Barbosa                                                                |
| 107                                      | Ventura Malheiro Reimão (1886–1965) | XVIII Tamagnini Barbosa | 23 de dezembro de 1918                                | 27 de janeiro de 1919                                 |         |                                                                                       |
| 108                                      | António de Paiva Gomes (1878–1939) |                         | 27 de janeiro de 1919                                 | 15 de fevereiro de 1919                               |         | XIX Relvas                                                                            |
| –                                        | Augusto Dias da Silva (interino) (1887–1928) |                         | 15 de fevereiro de 1919                               | data indeterminada (antes de 24 de fevereiro de 1919) |         | XIX Relvas                                                                            |
| –                                        | António de Paiva Gomes (continuação) (1878–1939) |                         | data indeterminada (antes de 24 de fevereiro de 1919) | 30 de março de 1919                                   |         | XIX Relvas                                                                            |
| 109                                      | Amílcar da Silva Ramada Curto (1886–1961) |                         | 30 de março de 1919                                   | 29 de junho de 1919                                   |         | XX Pereira                                                                            |
| 110                                      | Francisco da Cunha Rego Chaves (1881–1941) |                         | 29 de junho de 1919                                   | 3 de janeiro de 1920                                  |         | XXI Sá Cardoso                                                                        |
| 111                                      | António Maria da Silva (1872–1950) |                         | 3 de janeiro de 1920                                  | 15 de janeiro de 1920                                 |         | XXI Sá Cardoso                                                                        |
| –                                        | Francisco José de Meneses Fernandes Costa (não empossado) (1857–1925) |                         | 15 de janeiro de 1920                                 | 15 de janeiro de 1920                                 |         | XXII Fernandes Costa (não empossado)                                                  |
| –                                        | António Maria da Silva (reconduzido) (1872–1950) |                         | 15 de janeiro de 1920                                 | 21 de janeiro de 1920                                 |         | XXI Sá Cardoso                                                                        |
| 112                                      | António Joaquim Ferreira da Fonseca (1887–1937) |                         | 21 de janeiro de 1920                                 | 8 de março de 1920                                    |         | XXIII Pereira                                                                         |
| 113                                      | Francisco de Pina Esteves Lopes (1874–1962) |                         | 8 de março de 1920                                    | 26 de junho de 1920                                   |         | XXIV Baptista (até 6 jun. 1920) Ramos Preto (desde 6 jun. 1920)                       |
| 114                                      | António Maria da Silva (2.ª vez) (1872–1950) |                         | 26 de junho de 1920                                   | 19 de julho de 1920                                   |         | XXV Silva                                                                             |
| 115                                      | Inocêncio Joaquim Camacho Rodrigues (1867–1943) |                         | 19 de julho de 1920                                   | 14 de setembro de 1920                                |         | XXVI Granjo                                                                           |
| –                                        | António Joaquim Granjo (interino) (1881–1921) |                         | 14 de setembro de 1920                                | 18 de outubro de 1920                                 |         | XXVI Granjo                                                                           |
| –                                        | Inocêncio Joaquim Camacho Rodrigues (continuação) (1867–1943) |                         | 18 de outubro de 1920                                 | 20 de novembro de 1920                                |         | XXVI Granjo                                                                           |
| 116                                      | Francisco Pinto da Cunha Leal (1888–1970) |                         | 20 de novembro de 1920                                | 22 de fevereiro de 1921                               |         | XXVII A. Castro                                                                       |
| 116                                      | Francisco Pinto da Cunha Leal (1888–1970) | XXVIII Pinto            | 20 de novembro de 1920                                | 22 de fevereiro de 1921                               |         |                                                                                       |
| 117                                      | Liberato Damião Ribeiro Pinto (interino) (1880–1949) |                         | 22 de fevereiro de 1921                               | 2 de março de 1921                                    |         |                                                                                       |
| 118                                      | António Maria da Silva (3.ª vez) (1872–1950) |                         | 2 de março de 1921                                    | 23 de maio de 1921                                    |         | XXIX Machado                                                                          |
| 119                                      | Tomé José de Barros Queirós (2.ª vez) (1872–1926) |                         | 23 de maio de 1921                                    | 30 de agosto de 1921                                  |         | XXX Barros Queirós                                                                    |
| 120                                      | António Vicente Ferreira (2.ª vez) (1874–1953) |                         | 30 de agosto de 1921                                  | 19 de outubro de 1921                                 |         | XXXI Granjo                                                                           |
| 121                                      | Francisco António Correia (1877–1938) |                         | 19 de outubro de 1921                                 | 5 de novembro de 1921                                 |         | XXXII Coelho                                                                          |
| 122                                      | Francisco Xavier Peres Trancoso (1876–1953) |                         | 5 de novembro de 1921                                 | 16 de dezembro de 1921                                |         | XXXIII Maia Pinto                                                                     |
| 123                                      | Vitorino Máximo de Carvalho Guimarães (2.ª vez) (1876–1957) |                         | 16 de dezembro de 1921                                | 6 de fevereiro de 1922                                |         | XXXIV Cunha Leal                                                                      |
| 124                                      | Albano Augusto de Portugal Durão (1871–1925) |                         | 6 de fevereiro de 1922                                | 26 de agosto de 1922                                  |         | XXXV Silva                                                                            |
| 125                                      | Eduardo Alberto Lima Basto (interino) (1875–1942) |                         | 26 de agosto de 1922                                  | 14 de setembro de 1922                                |         | XXXV Silva                                                                            |
| 126                                      | Vitorino Máximo de Carvalho Guimarães (3.ª vez) (1876–1957) |                         | 14 de setembro de 1922                                | 13 de agosto de 1923                                  |         | XXXV Silva                                                                            |
| 126                                      | Vitorino Máximo de Carvalho Guimarães (3.ª vez) (1876–1957) | XXXVI Silva             | 14 de setembro de 1922                                | 13 de agosto de 1923                                  |         |                                                                                       |
| 126                                      | Vitorino Máximo de Carvalho Guimarães (3.ª vez) (1876–1957) | XXXVII Silva            | 14 de setembro de 1922                                | 13 de agosto de 1923                                  |         |                                                                                       |
| 127                                      | Francisco Gonçalves Velhinho Correia (1882–1943) |                         | 13 de agosto de 1923                                  | 17 de agosto de 1923                                  |         |                                                                                       |
| –                                        | António de Abranches Ferrão (interino) (1883–1932) |                         | 17 de agosto de 1923                                  | 20 de agosto de 1923                                  |         |                                                                                       |
| –                                        | Francisco Gonçalves Velhinho Correia (continuação) (1882–1943) |                         | 20 de agosto de 1923                                  | 24 de outubro de 1923                                 |         |                                                                                       |
| 128                                      | João Teixeira de Queirós Vaz Guedes (interino) (1871–1926) |                         | 24 de outubro de 1923                                 | 15 de novembro de 1923                                |         |                                                                                       |
| 129                                      | Francisco Pinto da Cunha Leal (2.ª vez) (1888–1970) |                         | 15 de novembro de 1923                                | 18 de dezembro de 1923                                |         | XXXVIII Ginestal Machado                                                              |
| 130                                      | Álvaro Xavier de Castro (2.ª vez) (interino entre 18 e 28 de dezembro) (1878–1928) |                         | 18 de dezembro de 1923                                | 6 de julho de 1924                                    |         | XXXIX A. Castro                                                                       |
| 131                                      | Daniel José Rodrigues (1877–1951) |                         | 6 de julho de 1924                                    | 22 de novembro de 1924                                |         | XL Rodrigues Gaspar                                                                   |
| 132                                      | Manuel Gregório Pestana Júnior (1886–1969) |                         | 22 de novembro de 1924                                | 15 de fevereiro de 1925                               |         | XLI Domingues dos Santos                                                              |
| 133                                      | Vitorino Máximo de Carvalho Guimarães (4.ª vez) (1876–1957) |                         | 15 de fevereiro de 1925                               | 1 de julho de 1925                                    |         | XLII Guimarães                                                                        |
| 134                                      | Eduardo Alberto Lima Basto (2.ª vez) (1875–1942) |                         | 1 de julho de 1925                                    | 1 de agosto de 1925                                   |         | XLIII Silva                                                                           |
| 135                                      | António Alberto Torres Garcia (1889–1937) |                         | 1 de agosto de 1925                                   | 17 de dezembro de 1925                                |         | XLIV Pereira                                                                          |
| 136                                      | Armando Manuel Marques Guedes (1886–1958) |                         | 17 de dezembro de 1925                                | 29 de maio de 1926                                    |         | XLV Silva                                                                             |
| Segunda República (1926–1974)            | |                         |                                                       |                                                       |         |                                                                                       |
| #                                        | Ministro das Finanças (Nascimento–Morte) | Retrato                 | Início do mandato                                     | Fim do mandato                                        | Governo | Governo                                                                               |
| Ditadura Militar (1926–1928)             | |                         |                                                       |                                                       |         |                                                                                       |
| –                                        | Junta de Salvação Pública composta por: José Mendes Cabeçadas Júnior (Presidente) Armando Humberto da Gama Ochôa Jaime Pereira Rodrigues Baptista Carlos de Jesus Vilhena                                                                       |                         | 29 de maio de 1926                                    | 30 de maio de 1926                                    |         | ——                                                                                    |
| 137                                      | José Mendes Cabeçadas Júnior (interino entre 30 de maio e 1 de junho) (1883–1965) |                         | 30 de maio de 1926                                    | 3 de junho de 1926                                    |         | I Mendes Cabeçadas                                                                    |
| 138                                      | António de Oliveira Salazar (1889–1970) |                         | 3 de junho de 1926                                    | 19 de junho de 1926                                   |         | I Mendes Cabeçadas                                                                    |
| 138                                      | António de Oliveira Salazar (1889–1970) | II Gomes da Costa       | 3 de junho de 1926                                    | 19 de junho de 1926                                   |         |                                                                                       |
| 139                                      | Filomeno da Câmara de Melo Cabral (1873–1934) |                         | 19 de junho de 1926                                   | 9 de julho de 1926                                    |         |                                                                                       |
| 140                                      | João José Sinel de Cordes (1867–1930) |                         | 9 de julho de 1926                                    | 17 de dezembro de 1926                                |         | III Carmona                                                                           |
| –                                        | Manuel Rodrigues Júnior (interino) (1889–1946) |                         | 17 de dezembro de 1926                                | 18 de dezembro de 1926                                |         | III Carmona                                                                           |
| –                                        | João José Sinel de Cordes (continuação) (1867–1930) |                         | 18 de dezembro de 1926                                | 28 de novembro de 1927                                |         | III Carmona                                                                           |
| –                                        | Manuel Rodrigues Júnior (interino) (1889–1946) |                         | 28 de novembro de 1927                                | 19 de dezembro de 1927                                |         | III Carmona                                                                           |
| –                                        | João José Sinel de Cordes (continuação) (1867–1930) |                         | 19 de dezembro de 1927                                | 16 de fevereiro de 1928                               |         | III Carmona                                                                           |
| –                                        | Artur Ivens Ferraz (interino) (1870–1933) |                         | 16 de fevereiro de 1928                               | 24 de fevereiro de 1928                               |         | III Carmona                                                                           |
| –                                        | Manuel Rodrigues Júnior (interino) (1889–1946) |                         | 24 de fevereiro de 1928                               | data indeterminada                                    |         | III Carmona                                                                           |
| –                                        | Artur Ivens Ferraz (interino; continuação) (1870–1933) |                         | data indeterminada                                    | 7 de abril de 1928                                    |         | III Carmona                                                                           |
| –                                        | João José Sinel de Cordes (continuação) (1867–1930) |                         | 7 de abril de 1928                                    | 18 de abril de 1928                                   |         | III Carmona                                                                           |
| Ditadura Nacional (1928–1933)            | |                         |                                                       |                                                       |         |                                                                                       |
| 141                                      | José Vicente de Freitas (interino) (1869–1952) |                         | 18 de abril de 1928                                   | 27 de abril de 1928                                   |         | IV Freitas                                                                            |
| 142                                      | António de Oliveira Salazar (2.ª vez) (1889–1970) |                         | 27 de abril de 1928                                   | 11 de abril de 1933                                   |         | IV Freitas                                                                            |
| 142                                      | António de Oliveira Salazar (2.ª vez) (1889–1970) | V Freitas               | 27 de abril de 1928                                   | 11 de abril de 1933                                   |         |                                                                                       |
| 142                                      | António de Oliveira Salazar (2.ª vez) (1889–1970) | VI Ivens Ferraz         | 27 de abril de 1928                                   | 11 de abril de 1933                                   |         |                                                                                       |
| 142                                      | António de Oliveira Salazar (2.ª vez) (1889–1970) | VII Oliveira            | 27 de abril de 1928                                   | 11 de abril de 1933                                   |         |                                                                                       |
| 142                                      | António de Oliveira Salazar (2.ª vez) (1889–1970) | VIII Oliveira Salazar   | 27 de abril de 1928                                   | 11 de abril de 1933                                   |         |                                                                                       |
| Estado Novo (1933–1974)                  | |                         |                                                       |                                                       |         |                                                                                       |
| –                                        | António de Oliveira Salazar (2.ª vez continuação) (1889–1970) |                         | 11 de abril de 1933                                   | 28 de agosto de 1940                                  |         | I Oliveira Salazar                                                                    |
| –                                        | António de Oliveira Salazar (2.ª vez continuação) (1889–1970) | II Oliveira Salazar     | 11 de abril de 1933                                   | 28 de agosto de 1940                                  |         |                                                                                       |
| 143                                      | João Pinto da Costa Leite "Lumbrales" (1905–1975) |                         | 28 de agosto de 1940                                  | 2 de agosto de 1950                                   |         |                                                                                       |
| 144                                      | Artur Águedo de Oliveira (1894–1978) |                         | 2 de agosto de 1950                                   | 7 de julho de 1955                                    |         |                                                                                       |
| 145                                      | António Manuel Pinto Barbosa (1917–2006) |                         | 7 de julho de 1955                                    | 14 de junho de 1965                                   |         |                                                                                       |
| 146                                      | Ulisses Cruz de Aguiar Cortês (1901–1975) |                         | 14 de junho de 1965                                   | 19 de agosto de 1968                                  |         |                                                                                       |
| 147                                      | João Augusto Dias Rosas (1921–n/d) |                         | 19 de agosto de 1968                                  | 11 de agosto de 1972                                  |         | II Oliveira Salazar                                                                   |
| 147                                      | João Augusto Dias Rosas (1921–n/d) | III Caetano             | 19 de agosto de 1968                                  | 11 de agosto de 1972                                  |         |                                                                                       |
| 148                                      | Manuel Artur Cota Agostinho Dias (1929–n/d) |                         | 11 de agosto de 1972                                  | 15 de março de 1974                                   |         |                                                                                       |
| #                                        | Ministro das Finanças e da Coordenação Económica (Nascimento–Morte) | Retrato                 | Início do mandato                                     | Fim do mandato                                        |         |                                                                                       |
| –                                        | Manuel Artur Cota Agostinho Dias (continuação) (1929–n/d) |                         | 15 de março de 1974                                   | 25 de abril de 1974                                   |         |                                                                                       |
| Terceira República (1974–presente)       | |                         |                                                       |                                                       |         |                                                                                       |
| #                                        | Ministro das Finanças e da Coordenação Económica (Nascimento–Morte) | Retrato                 | Início do mandato                                     | Fim do mandato                                        | Governo | Governo                                                                               |
| Junta de Salvação Nacional (1974)        | |                         |                                                       |                                                       |         |                                                                                       |
| –                                        | Junta de Salvação Nacional composta por: António Sebastião Ribeiro de Spínola (Presidente) Francisco da Costa Gomes Jaime Silvério Marques Manuel Diogo Neto Carlos Galvão de Melo José Baptista Pinheiro de Azevedo António Alva Rosa Coutinho |                         | 25 de abril de 1974                                   | 16 de maio de 1974                                    |         | ——                                                                                    |
| Governos Provisórios (1974–1976)         | |                         |                                                       |                                                       |         |                                                                                       |
| #                                        | Ministro da Coordenação Económica (Nascimento–Morte) | Retrato                 | Início do mandato                                     | Fim do mandato                                        | Governo | Governo                                                                               |
| 149                                      | Vasco Vieira de Almeida (1932–) |                         | 16 de maio de 1974                                    | 17 de julho de 1974                                   |         | I Prov. Palma Carlos                                                                  |
| #                                        | Ministro das Finanças (Nascimento–Morte) | Retrato                 | Início do mandato                                     | Fim do mandato                                        | Governo | Governo                                                                               |
| 150                                      | José da Silva Lopes (1932–2015) |                         | 17 de julho de 1974                                   | 26 de março de 1975                                   |         | II Prov. Gonçalves                                                                    |
| 150                                      | José da Silva Lopes (1932–2015) | III Prov. Gonçalves     | 17 de julho de 1974                                   | 26 de março de 1975                                   |         |                                                                                       |
| 151                                      | José Joaquim Fragoso (1928–) |                         | 26 de março de 1975                                   | 19 de setembro de 1975                                |         | IV Prov. Gonçalves                                                                    |
| 151                                      | José Joaquim Fragoso (1928–) | V Prov. Gonçalves       | 26 de março de 1975                                   | 19 de setembro de 1975                                |         |                                                                                       |
| 152                                      | Francisco de Almeida Salgado Zenha (1923–1993) |                         | 19 de setembro de 1975                                | 23 de julho de 1976                                   |         | VI Prov. Pinheiro de Azevedo                                                          |
| Governos Constitucionais (1976-presente) | |                         |                                                       |                                                       |         |                                                                                       |
| 153                                      | Henrique Carlos de Medina Carreira (1931–2017) |                         | 23 de julho de 1976                                   | 30 de janeiro de 1978                                 |         | I Soares                                                                              |
| #                                        | Ministro das Finanças e do Plano (Nascimento–Morte) | Retrato                 | Início do mandato                                     | Fim do mandato                                        | Governo | Governo                                                                               |
| 154                                      | Vítor Manuel Ribeiro Constâncio (1943–) |                         | 30 de janeiro de 1978                                 | 29 de agosto de 1978                                  |         | II Soares                                                                             |
| 155                                      | José da Silva Lopes (2.ª vez) (1932–2015) |                         | 29 de agosto de 1978                                  | 22 de novembro de 1978                                |         | III Nobre da Costa                                                                    |
| 156                                      | Manuel Jacinto Nunes (1926–2014) |                         | 22 de novembro de 1978                                | 1 de agosto de 1979                                   |         | IV Mota Pinto                                                                         |
| #                                        | Ministro das Finanças (Nascimento–Morte) | Retrato                 | Início do mandato                                     | Fim do mandato                                        | Governo | Governo                                                                               |
| 157                                      | António Luciano Pacheco de Sousa Franco (1942–2004) |                         | 1 de agosto de 1979                                   | 3 de janeiro de 1980                                  |         | V Pintasilgo                                                                          |
| #                                        | Ministro das Finanças e do Plano (Nascimento–Morte) | Retrato                 | Início do mandato                                     | Fim do mandato                                        | Governo | Governo                                                                               |
| 158                                      | Aníbal António Cavaco Silva (1939–) |                         | 3 de janeiro de 1980                                  | 9 de janeiro de 1981                                  |         | VI Sá Carneiro (até 4 dez. 1980) Freitas do Amaral (desde 4 dez. 1980) (interino)     |
| 159                                      | João António de Morais da Silva Leitão (1938–2006) |                         | 9 de janeiro de 1981                                  | 4 de setembro de 1981                                 |         | VII Pinto Balsemão                                                                    |
| #                                        | Ministro de Estado e das Finanças e do Plano (Nascimento–Morte) | Retrato                 | Início do mandato                                     | Fim do mandato                                        | Governo | Governo                                                                               |
| 160                                      | João Maurício Fernandes Salgueiro (1934–2023) |                         | 4 de setembro de 1981                                 | 9 de junho de 1983                                    |         | VIII Pinto Balsemão                                                                   |
| #                                        | Ministro das Finanças e do Plano (Nascimento–Morte) | Retrato                 | Início do mandato                                     | Fim do mandato                                        | Governo | Governo                                                                               |
| 161                                      | Ernâni Rodrigues Lopes (1942–2010) |                         | 9 de junho de 1983                                    | 6 de novembro de 1985                                 |         | IX Soares                                                                             |
| #                                        | Ministro das Finanças (Nascimento–Morte) | Retrato                 | Início do mandato                                     | Fim do mandato                                        | Governo | Governo                                                                               |
| 162                                      | Miguel José Ribeiro Cadilhe (1944–) |                         | 6 de novembro de 1985                                 | 5 de janeiro de 1990                                  |         | X Cavaco Silva                                                                        |
| 162                                      | Miguel José Ribeiro Cadilhe (1944–) | XI Cavaco Silva         | 6 de novembro de 1985                                 | 5 de janeiro de 1990                                  |         |                                                                                       |
| 163                                      | Luís Miguel Couceiro Pizarro Beleza (1950–2017) |                         | 5 de janeiro de 1990                                  | 31 de outubro de 1991                                 |         |                                                                                       |
| 164                                      | Jorge Avelino Braga de Macedo (1946–) |                         | 31 de outubro de 1991                                 | 7 de dezembro de 1993                                 |         | XII Cavaco Silva                                                                      |
| 165                                      | Eduardo de Almeida Catroga (1942–) |                         | 7 de dezembro de 1993                                 | 28 de outubro de 1995                                 |         | XII Cavaco Silva                                                                      |
| 166                                      | António Luciano Pacheco de Sousa Franco (2.ª vez) (1942–2004) |                         | 28 de outubro de 1995                                 | 25 de outubro de 1999                                 |         | XIII Guterres                                                                         |
| 167                                      | Joaquim Augusto Nunes de Pina Moura (1952–2020) |                         | 25 de outubro de 1999                                 | 3 de julho de 2001                                    |         | XIV Guterres                                                                          |
| 168                                      | Guilherme Waldemar Pereira de Oliveira Martins (1952–) |                         | 3 de julho de 2001                                    | 6 de abril de 2002                                    |         | XIV Guterres                                                                          |
| #                                        | Ministro de Estado e das Finanças (Nascimento–Morte) | Retrato                 | Início do mandato                                     | Fim do mandato                                        | Governo | Governo                                                                               |
| 169                                      | Maria Manuela Dias Ferreira Leite (1940–) |                         | 6 de abril de 2002                                    | 17 de julho de 2004                                   |         | XV Durão Barroso                                                                      |
| #                                        | Ministro das Finanças e da Administração Pública (Nascimento–Morte) | Retrato                 | Início do mandato                                     | Fim do mandato                                        | Governo | Governo                                                                               |
| 170                                      | António José de Castro Bagão Félix (1948–) | Bagão Felix             | 17 de julho de 2004                                   | 12 de março de 2005                                   |         | XVI Santana Lopes                                                                     |
| #                                        | Ministro de Estado e das Finanças (Nascimento–Morte) | Retrato                 | Início do mandato                                     | Fim do mandato                                        | Governo | Governo                                                                               |
| 171                                      | Luís Manuel Moreira de Campos e Cunha (1954–) |                         | 12 de março de 2005                                   | 21 de julho de 2005                                   |         | XVII Sócrates                                                                         |
| 172                                      | Fernando Teixeira dos Santos (1951–) |                         | 21 de julho de 2005                                   | 21 de junho de 2011                                   |         | XVII Sócrates                                                                         |
| 172                                      | Fernando Teixeira dos Santos (1951–) | XVIII Sócrates          | 21 de julho de 2005                                   | 21 de junho de 2011                                   |         |                                                                                       |
| 173                                      | Vítor Louçã Rabaça Gaspar (1960–) |                         | 21 de junho de 2011                                   | 2 de julho de 2013                                    |         | XIX Passos Coelho                                                                     |
| 174                                      | Maria Luís Casanova Morgado Dias de Albuquerque (1967–) |                         | 2 de julho de 2013                                    | 26 de novembro de 2015                                |         | XIX Passos Coelho                                                                     |
| 174                                      | Maria Luís Casanova Morgado Dias de Albuquerque (1967–) | XX Passos Coelho        | 2 de julho de 2013                                    | 26 de novembro de 2015                                |         |                                                                                       |
| #                                        | Ministro das Finanças (Nascimento–Morte) | Retrato                 | Início do mandato                                     | Fim do mandato                                        | Governo | Governo                                                                               |
| 175                                      | Mário José Gomes de Freitas Centeno (1966–) |                         | 26 de novembro de 2015                                | 26 de outubro de 2019                                 |         | XXI Costa                                                                             |
| #                                        | Ministro de Estado e das Finanças (Nascimento–Morte) | Retrato                 | Início do mandato                                     | Fim do mandato                                        | Governo | Governo                                                                               |
| –                                        | Mário José Gomes de Freitas Centeno (continuação) (1966–) |                         | 26 de outubro de 2019                                 | 15 de junho de 2020                                   |         | XXII Costa                                                                            |
| 176                                      | João Rodrigo Reis Carvalho Leão (1974–) |                         | 15 de junho de 2020                                   | 30 de março de 2022                                   |         | XXII Costa                                                                            |
| #                                        | Ministro das Finanças (Nascimento–Morte) | Retrato                 | Início do mandato                                     | Fim do mandato                                        | Governo | Governo                                                                               |
| 177                                      | Fernando de Medina Maciel Almeida Correia (1973–) |                         | 30 de março de 2022                                   | 2 de abril de 2024                                    |         | XXIII Costa                                                                           |
| #                                        | Ministro de Estado e das Finanças (Nascimento–Morte) | Retrato                 | Início do mandato                                     | Fim do mandato                                        | Governo | Governo                                                                               |
| 178                                      | Joaquim José Miranda Sarmento (1978–) |                         | 2 de abril de 2024                                    | presente                                              |         | XXIV Montenegro                                                                       |
| 178                                      | Joaquim José Miranda Sarmento (1978–) | XXV Montenegro          | 2 de abril de 2024                                    | presente                                              |         |                                                                                       |

### Lista de ministros das Finanças vivos
| Nome                         | Mandato(s) | Idade              |
| ---------------------------- | ---------- | ------------------ |
| Vasco Vieira de Almeida      | 1974       | 93 anos e 75 dias  |
| José Joaquim Fragoso         | 1975       | 96 anos e 310 dias |
| Vítor Constâncio             | 1978       | 81 anos e 256 dias |
| Aníbal Cavaco Silva          | 1980–1981  | 85 anos e 345 dias |
| Miguel Cadilhe               | 1985–1990  | 80 anos e 227 dias |
| Jorge Braga de Macedo        | 1991–1993  | 78 anos e 206 dias |
| Eduardo Catroga              | 1993–1995  | 82 anos e 223 dias |
| Guilherme d'Oliveira Martins | 2001–2002  | 72 anos e 275 dias |
| Manuela Ferreira Leite       | 2002–2004  | 84 anos e 204 dias |
| António Bagão Félix          | 2004–2005  | 77 anos e 77 dias  |
| Luís Campos e Cunha          | 2005       | 71 anos e 139 dias |
| Fernando Teixeira dos Santos | 2005–2011  | 73 anos e 285 dias |
| Vítor Gaspar                 | 2011–2013  | 64 anos e 228 dias |
| Maria Luís Albuquerque       | 2013–2015  | 57 anos e 282 dias |
| Mário Centeno                | 2015–2020  | 58 anos e 198 dias |
| João Leão                    | 2020–2022  | 51 anos e 130 dias |
| Fernando Medina              | 2022–2024  | 52 anos e 107 dias |
| Joaquim Miranda Sarmento     | 2024–      | 46 anos e 322 dias |